# Nikon D3400

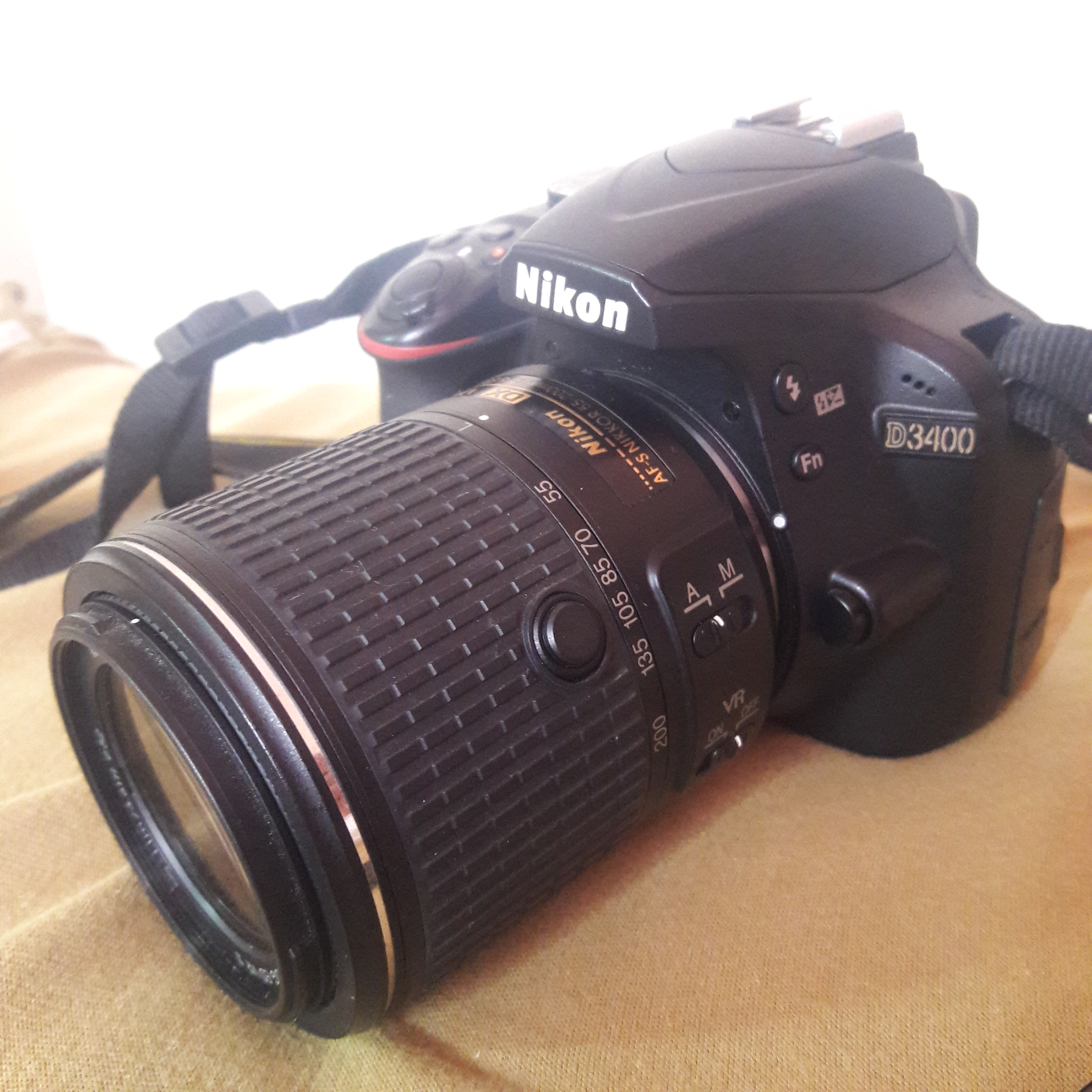

Nikon D3400 — цифровий дзеркальний фотоапарат початкового рівня компанії Nikon з 24,2-мегапіксельною КМОП-матрицею формату DX, офіційно представлений 17 серпня 2016 року. Апарат позиціонується як дзеркальна камера початкового рівня для початківців і досвідчених любителів. Він замінює D3300 як цифрова дзеркальна фотокамера початкового рівня компанії Nikon. D3400 буде доступний у чорному або червоному корпусі. Nikon запропонує комплектації body/kit, які будуть відрізнятися в різних країнах. У більшості країн D3400 будуть доступні з AF-P об'єктивом 18—55 мм у комплекті (із системою оптичної стабілізації — VR). У США також буде представлений kit-набір з двома об'єктивами (тільки з чорним корпусом апарата): 18—55 мм VR і телеоб'єктив 70—300 мм без системи стабілізації. Вартість набору становитиме 999 доларів США.

## Відмінності від D3300
- Додана підтримка технології Nikon Snapbridge
- Підвищено максимальне значення ISO до 25600
- Ослаблено спалах для підвищення терміну роботи акумулятора
- Вилучений роз'єм для підключення мікрофона 3,5 мм
- Видалена ультразвукова система очищення матриці
- легше на 15 грам